# Padeh-ye Bīd
Padeh-ye Bīd är en ort i Iran.   Den ligger i provinsen Sydkhorasan, i den nordöstra delen av landet, 600 km öster om huvudstaden Teheran. Padeh-ye Bīd ligger 1 038 meter över havet och antalet invånare är 187.
Terrängen runt Padeh-ye Bīd är kuperad söderut, men norrut är den platt.  Trakten runt Padeh-ye Bīd är nära nog obefolkad, med mindre än två invånare per kvadratkilometer. Padeh-ye Bīd är det största samhället i trakten. Trakten runt Padeh-ye Bīd är ofruktbar med lite eller ingen växtlighet.